# لي هاو
لي هاو (بالصينية: 李浩) هو لاعب كرة قدم صيني، ولد في 29 يناير 1992 في هلونغ في الصين. لعب مع Yanbian Funde F.C. ‏.

## وصلات خارجية
- لي هاو على موقع قاعدة بيانات كرة القدم.إي يو (الإنجليزية)
- لي هاو على موقع Soccerway.com (الإنجليزية)